# Taraxacum coartatum
Taraxacum coartatum — вид квіткових рослин з родини айстрових (Asteraceae). Вид зростає в Європі: Данія, Швеція, Польща, Чехія, Словаччина; інтродукований до Англії, Уельсу, Шотландії, Ірландії; це багаторічна рослина помірних біомів.